# Herbert IV van Vermandois
Herbert IV van Vermandois (1032 - ca. 1080) was de oudste zoon van Otto van Vermandois uit het karolingische huis der Herbertijnen en van Pavia.
Hij volgde in 1045 zijn vader op als graaf van Vermandois. In 1077 erfde hij een deel van de bezittingen (Valois en Elbeuf) van zijn schoonbroer, Simon van Valois, toen die in het klooster trad. Hij verloor evenwel Péronne.
Herbert was in 1060 gehuwd met Adelheid (ca. 1040 - na 1077), dochter van graaf Rudolf IV van Vexin, Valois en Amiens, en werd de vader van:
- Odo, de Krankzinnige, die door Herbert werd onterfd. Trouwde met Hedwig van Saint-Simon (Aisne) en werd zo heer van Saint-Simon. In de 17e eeuw is een fictieve genealogie geconstrueerd voor Claude de Rouvroy die hem van Odo zou laten afstammen. Claude kreeg van Lodewijk XIII van Frankrijk daarop de titel van hertog van Saint-Simon.
- Adelheid (1062-1122), gehuwd met Hugo (1057-1102), zoon van Hendrik I van Frankrijk.

## Voorouders
| Voorouders van Herbert IV van Vermandois (1032-1080) | Voorouders van Herbert IV van Vermandois (1032-1080)                       | Voorouders van Herbert IV van Vermandois (1032-1080)              | Voorouders van Herbert IV van Vermandois (1032-1080) | Voorouders van Herbert IV van Vermandois (1032-1080) |                                            |
| ---------------------------------------------------- | -------------------------------------------------------------------------- | ----------------------------------------------------------------- | ---------------------------------------------------- | ---------------------------------------------------- | ------------------------------------------ |
| Overgrootouders                                      | Albert I van Vermandois (931-987) ∞ 954 Gerberga van Lotharingen (935-978) | ? (-) ∞ ? (-)                                                     | ? (-) ∞ ? (-)                                        | ? (-) ∞ ? (-)                                        |                                            |
| Grootouders                                          | Herbert III van Vermandois (954-1000) ∞ 987 Ermengarde (945-1015)          | Herbert III van Vermandois (954-1000) ∞ 987 Ermengarde (945-1015) | ? (-) ∞ ? (-)                                        | ? (-) ∞ ? (-)                                        |                                            |
| Ouders                                               | Otto van Vermandois (990–1045) ∞ Pavia (-)                                 | Otto van Vermandois (990–1045) ∞ Pavia (-)                        | Otto van Vermandois (990–1045) ∞ Pavia (-)           | Otto van Vermandois (990–1045) ∞ Pavia (-)           | Otto van Vermandois (990–1045) ∞ Pavia (-) |